# Elmo Williams
James Elmo Williams (Lone Wolf, 30 aprile 1913 – Brookings, 25 novembre 2015) è stato un montatore, produttore cinematografico e regista statunitense.

## Filmografia parziale

### Montatore
- La storia di Edith Cavell (Nurse Edith Cavell) (1939)
- Irene (1940)
- No, No, Nanette (1940)
- Sunny (1941)
- Notturno di sangue (Nocturne) (1946)
- Nessuno mi crederà (They Won't Believe Me) (1946)
- Design for Death (1947)
- Il miracolo delle campane (The Miracle of the Bells) (1948)
- Squadra mobile 61 (Bodyguard) (1948)
- Seguimi in silenzio (Follow Me Quietly) (1949)
- Mezzogiorno di fuoco (High Noon) (1952)
- Hellgate - Il grande inferno (Hellgate) (1952)
- Il gigante del Texas (The Tall Texan) (1952)
- The Cowboy (1954)
- Ventimila leghe sotto i mari (20,000 Leagues Under the Sea) (1954)
- La sfida dei fuorilegge (Hell Canyon Outlaws) (1957)
- I filibustieri dei mari del sud (Hell Ship Mutiny) (1957)
- Cleopatra (1963) - non accreditato

### Produttore
- The Cowboy (1954)
- Il giorno più lungo (The Longest Day) (1962) - produttore esecutivo
- La caduta delle aquile (The Blue Max) (1966) - produttore esecutivo
- Tora! Tora! Tora! (1970)
- Sidewinder 1 (1977)
- Caravans (1978)
- Soggy Bottom, U.S.A. (1981)
- Un uomo, una donna e un bambino (Man, Woman and Child) (1983)
- Ernesto - Guai in campeggio (Ernest Goes to Camp) (1987) - produttore esecutivo

### Regista
- Il gigante del Texas (The Tall Texan) (1953)
- The Cowboy (1954)
- Women Without Men (1956)
- Blonde Bait (1956)
- Il guerriero apache (Apache Warrior) (1957)
- I filibustieri dei mari del sud (Hell Ship Mutiny) (1957)
- Il grosso rischio (The Big Gamble) (1961) - sequenze d'azione africane

## Riconoscimenti
- Premio Oscar
  - 1953 – Miglior montaggio per Mezzogiorno di fuoco (con Harry Gerstad)
  - 1955 – Candidatura al miglior montaggio per Ventimila leghe sotto i mari
- American Cinema Editors
  - 1971 – "Golden Eddie Filmmaker of the Year Award"
  - 1990 – "Career Achievement Award"